# Panurginus morawitzii
Panurginus morawitzii là một loài Hymenoptera trong họ Andrenidae. Loài này được Friese mô tả khoa học năm 1897.